# Суперкубок Брунею з футболу 2008
Суперкубок Брунею з футболу 2008  — 5-й розіграш турніру. Матч відбувся 23 травня 2009 року між чемпіоном Брунею клубом КАФ та володарем Кубка Брунею клубом МС АБДБ.
| Володар Суперкубка Брунею 2008 |
| ------------------------------ |
|                                |
| КАФ Другий титул               |

## Матч

### Деталі
| 23 травня 2009 |

| КАФ                  | 2:0 | МС АБДБ |
| -------------------- | --- | ------- |
| Байонг 22' Аршам 87' |     |         |

| Беракас, Бандар-Сері-Бегаван |